# El Nido, Palawan
El Nido er en kommune, by og maritim nationalpark på øen Palawan i Filippinerne. El Nido ligger ca. 420 kilometer sydvest for den filippinske hovedstad Manila. Ifølge seneste folkeoptælling i 2000 tæller befolkningen 27.029 personer, som er fordelt på 5.191 husholdninger. 85 % af befolkningen lever på landet, mens kun 15 % bor i bydistriktet.
Kommunen dækker den nordligste del af Palawan. Dertil hører 45 mindre og større øer.

## Historie
El Nido har været beboet siden år 2680 f.Kr. Dette er blevet bekræftet af fund af forsteninger og begravelsespladser, som kan dateres helt tilbage til den yngre stenalder. I Song-dynastiets tid (960-1279 f.Kr.) har kinesiske handelsmænd fast besøgt området for at indkøbe spiselige fuglereder. El Nido er specifikt nævnt i kinesiske kilder allerede i 1225 f.Kr. Caho Ju-Kua,et medlem af den kinesiske, kongelige familie, skrev om øen Pa-Lao-Yo eller Landet med de smukke havne i sin bog Chu Fan Chai.
I 1954 fik byen sit nuværende navn. Opkaldt efter de spiselige fuglereder, som man kan finde i områdets klipper. I 1983 begyndte turismen for alvor at blomstre i El Nido da Ten Knots Development Corporation, et filippinsk-japansk selskab, åbnede et dykkerresort på Miniloc Island og en landingsbane (Lio Airport) ved Villa Libertad.

## Befolkning

### Etniske grupper
De oprindelige folk i El Nido var tagabanuaerne og cuyunonerne. Gennem århundreder har der været en konstant invadering af tagalog-folket fra Visayas, Bikolanoere, Ilokanoere, hankineserere og spaniere. Der er også en mindre gruppe tyskere og koreanere. Det er ikke ualmindeligt at se ægteskab mellem de forskellige etniske grupper i El Nido.
Den første folketælling i 1918 viste at El Nido havde en befolkning på 1.789. I perioden mellem 1980 og 1990 voksede befolkningen med 18.832. I dag bor der mere end 27.000 i kommunen.

### Sprog
Hovedsproget er filippinsk, som er baseret på sproget tagalog. De fleste i området kan også tale engelsk.

### Religion
Størstedelen af befolkningen tilhører den romerskkatolske kirke. En mindre del af befolkningen tilhører  andre kristne trosretninger som f.eks. Baptisterne og Syvende Dags Adventistkirken. I de senere er der flyttet en del muslimer til området fra den sydlige del af Palawan og øen Mindanao.

### Uddannelse
El Nido har mere end ti offentlige skoler. El Nido Central School og El Nido National High School, som ligger i byen, har de største faciliteter og det største antal elever.

## Økonomi
De vigtigste industrier er fiskeri, landbrug og turisme